# Деденево
Деде́нево — поселок городского типа в Дмитровском городском округе Московской области России. Также ранее село Новоспасское по Спасской церкви. Население — 5796 чел. (2024).
Бывший центр Деденевской волости до 1929 года и Деденевского сельсовета до 1939 года. Бывший центр Деденевского городского поселения.

## Расположение
Располагается на реке Икше и западном берегу канала имени Москвы. До строительства канала находилась возле слияния рек (урочище Трояки): Икша, Малая Яхрома и Волгуша). 
В посёлке находится железнодорожная станция Турист Савёловского направления МЖД. Через Деденево проходит автомобильная трасса А104 (Москва — Дмитров — Дубна).
Ближайшие населённые пункты: на западе деревня Целеево, на юго-западе село Шуколово. На востоке через канал находятся деревня Голявино и посёлок Свистуха.

## История
По преданию, на месте посёлка в 1295 году во время сражения на Целеевых полях был убит хан Дедень (Дюдень). В справочных изданиях XIX—XX веков упоминается, что название села произошло от имени хана. Упоминается Деденев камень у Свистухи (за каналом), где был похоронен хан и недалеко его воины. 
В XVII веке Деденево принадлежит стряпчему дворца Артёму Григорьевичу Ушакову. До этого хозяевами сельца были Пироговы.
Деревня Деденево входила в церковный округ села Батюшково (Никольское).

### В составе Московской губернии
С XVIII века село принадлежало роду Головиных, в нём находилась их усадьба (господский дом). 
В 1712 году была построена (в 1711 году заложена) деревянная Спасская церковь. С 1713 года в честь церкви Деденево получило также название Новоспасское. В 1798—1811 годах вместо деревянной строится каменная церковь. В 1843—1850 годах церковь была расширена и дополнена подземной усыпальницей Головиных.
На начало XIX века в Деденевскую вотчину Головиных входили: село Новоспасское, сельцо Протасьево (Ртищево также), деревени Медведково (Медведки), Целеево, Голявино.
В 1830 году купцом Тугариновым возле деревни Целеево строится суконная фабрика. В 1886 году ей владеет компания «Николай Сафонов и сыновья». В основном отделении фабрики в Целеево осуществлялось прядение и ткачество сукна, во 2-м отделении фабрики у деревни Медведки (на реке Икша) производилась валка и чистка сукна. В 1890-х годах предприятие закрылось. В 1929 году его восстановили с названием имени XII-летия Октября. В 1963 году фабрику объединяют с фабрикой в посёлке 1-го мая и фабрикой в деревни Муравьёво, новое предприятие называется Дмитровская тонкосунная фабрика и располагается в посёлке Деденево.
В 1852 году Гавриил Павлович Головин с матерью Анной Гавриловной подают прошение об устройстве в своём имении женской монашеской общины и переносят усадьбу на 1,5 км южнее. Сейчас от неё сохранилась хозяйственная постройка и парк. В 1861 году община преобразована в Спасо-Влахернский монастырь. Спасская церковь в 1886 году по проекту Н. В. Никитина дополнена колокольней, соединённой с ней трапезной в 1890 году.
В 1901 году строительство возле села железнодорожной станции Влахернская Савёловской железной дороги. Название станция получили по Влахернскому монастырю.
На 1913 год в селе Деденево Ильинской волости имелось земское училище, Спасо-Влахернский женский монастырь, имение Головина, чайная лавка. Также упоминается посёлок у платформы Влахернская при Деденево. 

### После революции
С 1917 по 1929 год село являлось центром Деденевской волости Дмитровского уезда Московской губернии. Образование Деденевского сельсовета.
В 1922 году Спасо-Влахернский монастырь был закрыт.
В 1929 году восстановление суконной фабрики возле деревни Медведки под названием "имени XII-летия Октября".
В 1930-е годы образование Деденевской машинно-тракторной станции. Станция занималась предоставляла сельскохозяйственную технику (трактора) для ближайших артелей, колхозов. Техника также обслуживалась в МТС.

### Строительство канала Волга — Москва
В 1932—1937 годы заключёнными Дмитлага строительство канала Волга — Москва для обеспечения Москвы питьевой водой из Волги. Река Яхрома оказалась перерезана пополам, перед каналом было образовано Яхромское водохранилище. Теперь вода из Яхромы поступает в канал. Из канала частично попадает через водосброс в место прежнего протекания реки, где сливается с Икшей и Волгушей. Также канал ограничил село с востока.
В селе располагается шлюз № 4 с другими техническими зданиями Яхромского района гидротехнических сооружений (РГС) канала, перекачивающий воду в сторону Москвы. Возле шлюза № 4 был построен посёлок: административное здание Яхромского РГС (управление шлюзами № 4 и № 3), жилые двухэтажные дома для руководства и работников канала, клуб и другая инфраструктура (по улице Комсомольской). В административном здании сейчас располагается музей «Истории и современности канала имени Москвы». 
В 1930-е годы во время строительства канала имени Москвы помещения монастыря использовались для размещения заключённых Дмитлага, занятых на стройке. В послевоенные годы в монастыре были оборудованы жилые помещения.
31 января 1938 года Управление эксплуатации канала Москва — Волга было передано в подчинение Наркомвода, а Дмитлаг был реорганизован в Отдельный Дмитровский район ГУЛАГа. Бывшая инфраструктура Яхромского РГС Дмитлага вошла в Яхромский участок района. В том же году он был преобразован в ИТЛ Дмитровского механического завода, просуществовавший до 1940 года.

### Посёлок Деденево
3 ноября 1938 года согласно постановлению № 940 Мособлисполкома Деденево отнесено к дачным посёлкам Московской области. При этом Деденевский сельсовет был ликвидирован. Данное решение было утверждено Президиумом Верховного совета РСФСР от 26 марта 1939 года.
В годы Великой Отечественной войны монастырь был разрушен и его главный храмовый комплекс до конца XX века оставался в руинах. В части его сохранившихся и восстановленных хозяйственных построек после войны располагался большой санаторий инвалидов ВОВ. Само село также интенсивно бомбилось, в здании школы, занятой под военный госпиталь, погибло много раненых и местных жителей. Оккупировано не было. В критические 10 дней битвы за Москву во время боёв за деревню Капорки (шесть раз переходила из рук в руки) на северной окраине Деденево у железнодорожного моста были немцы. Северные скаты высот населённого пункта простреливались стрелковым оружием, и они были местом ожесточённых боёв. На территории посёлка есть воинские братские могилы — самая большая находится на изгибе Дмитровского шоссе.
В 1959 году на основе Деденевской МТС в посёлке начал работу Дмитровский электромеханический завод (ДЭМЗ). В 1970-е годы продукцией ДЭМЗ были малые средства механизации, электродвигатели, плавающие насосы. При заводе вырастает рабочий посёлок.
11 сентября 1967 года решением Мособлисполкома № 771 селение Медведки из Целеевского сельсовета передаётся в подчинение Деденево.
В 1969 году образование Дмитровской тонкосунной фабрики на базе фабрики "имени XII-летия Октября" и предприятий Дмитровского района. В 1981 году в ходе реорганизации производства предприятие получает новое название — Дмитровская фабрика искусственного меха. Сейчас на территории бывшего предприятия располагается предприятие по производству и розливу напитков и воды «Фонте Аква».
7 августа 1970 года решением Мособлисполкома № 764 дачный посёлок Деденево отнесён к рабочим посёлкам.
В конце 1990-х годов к жилому фонду ДЭМЗ относилось 11 многоквартирных домов с населением примерно 2 тысячи человек.
С 2005 по 2018 год посёлок был центром Деденевского городского поселения.
С 2025 года Деденево упоминается как посёлок городского типа в Московской области.

## Население
| 1979  | 1989  | 2002  | 2006  | 2009  | 2010  | 2012  | 2013  | 2014  | 2015  |
| ----- | ----- | ----- | ----- | ----- | ----- | ----- | ----- | ----- | ----- |
| 6834  | ↗7626 | ↘6509 | ↗6586 | ↗6614 | ↘6319 | ↗6412 | ↗6441 | ↗6464 | ↗6513 |
| 2016  | 2017  | 2018  | 2019  | 2020  | 2021  | 2023  | 2024  |       |       |
| ↘6499 | ↘6475 | ↘6451 | ↘6419 | ↘6336 | ↘5878 | ↘5776 | ↗5796 |       |       |

## Экономика

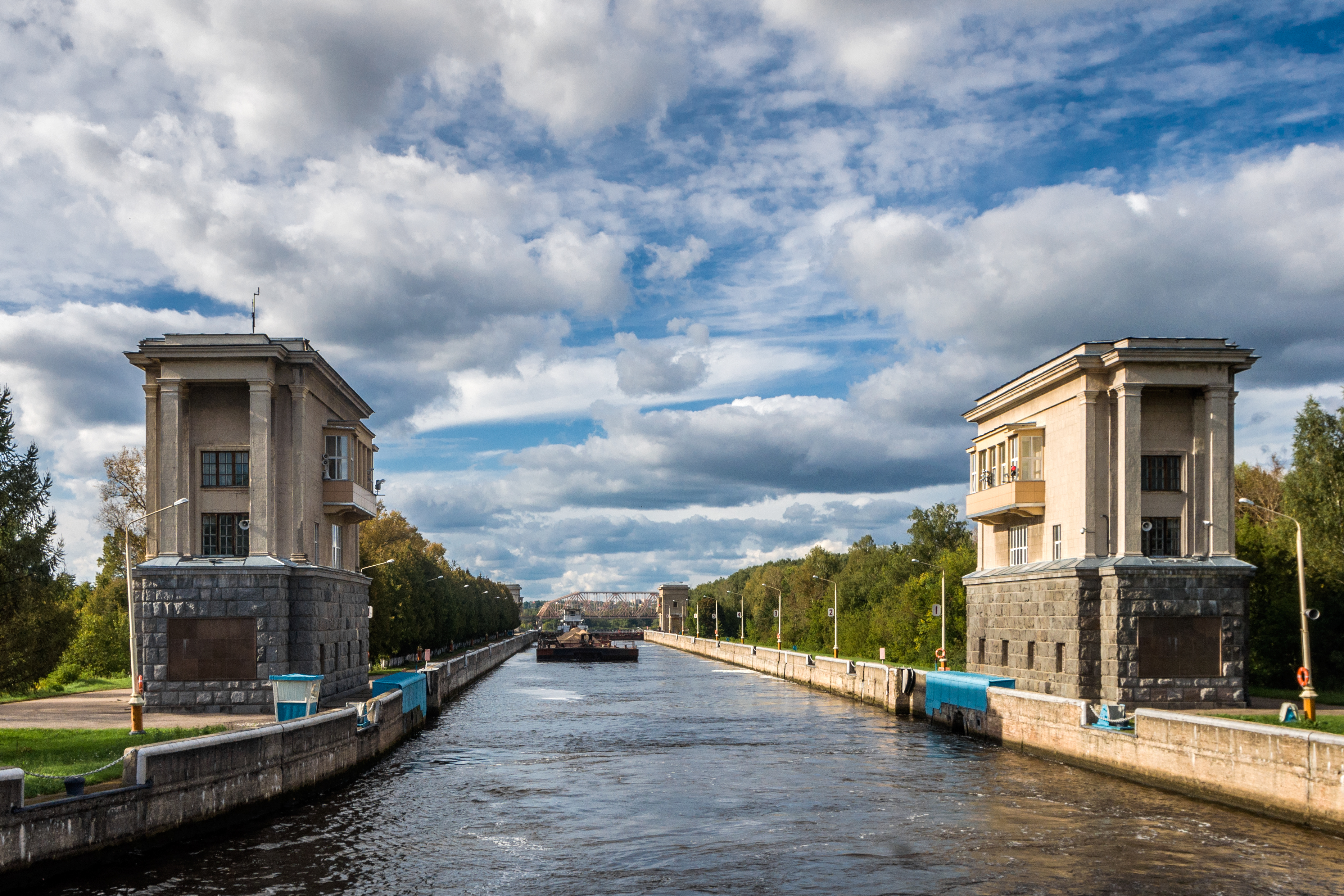
Шлюз № 4 канала имени Москвы, примыкающий к посёлку

Основная промзона посёлка располагается на месте бывшего Дмитровского электромеханического завода. Территория бывшего завода сдаётся различным производственным предприятиям: по производству пластиковой упаковки, по производству пластиковых труб и колодцев, производству заборов и ограждений, а также другим организациям. Есть предприятие по изготовлению прицепов и полуприцепов, различных тентов и каркасов.
Действует предприятие по выпуску и розливу питьевой воды и лимонадов «Фонте-Аква» на месте Дмитровской фабрике искусственного меха. 
Также в поселке осуществляют деятельность различные небольшие предприятия в сфере торговли и услуг. 
Рядом с посёлком расположен гидроузел № 4 Канала имени Москвы.

## Инфраструктура

Библиотека, бывшая монастырская гостиница Спасо-Влахернской обители после реставрации

В посёлке работает общеобразовательная школа имени Н. К. Крупской, детские сады «Василёк» и «Журавушка», также работает поселковая библиотека. В 2017 году был открыт центр культурного развития. 
Деденевское поликлиническое отделение до 2016 года имело статус поликлиники, теперь входит в состав Яхромского филиала ГБУЗ МО "Дмитровская областная больница". Также расположен филиал Московской Детской городской клинической больницы святого Владимира.
На территории посёлка расположен пансионат для ветеранов войны и труда «Турист». 
Вблизи посёлка расположен горнолыжный клуб Леонида Тягачёва и «Целеево Гольф и Поло Клуб».

## Достопримечательности
- Женский Спасо-Влахернский монастырь

- Деденевский мемориал, расположенный на Дмитровском шоссе[42], посвящённый погибшим в годы ВОВ землякам-деденевцам. Был открыт в 1970 году, в 1975 году было воинское перезахоронение[43].

- Шлюз № 4 Яхромского района гидротехнических сооружений канала имени Москвы.

- Музей «Истории и современности канала имени Москвы», открытый 5 июля 2007 года на 70-летие канала. Был создан по инициативе ветеранов ФГУП «Канал имени Москвы», принадлежит также ему. Музей расположен в административном здании Яхромского района гидросооружений (Яхромский РГС) канала[44].

- Часовня Новомученников на берегу канала имени Москвы в память всех пострадавших при строительстве канала (проект народного художника России Петра Стронского). 22 июня 2010 года новопостроенная часовня была освящёна[45].

## Галерея

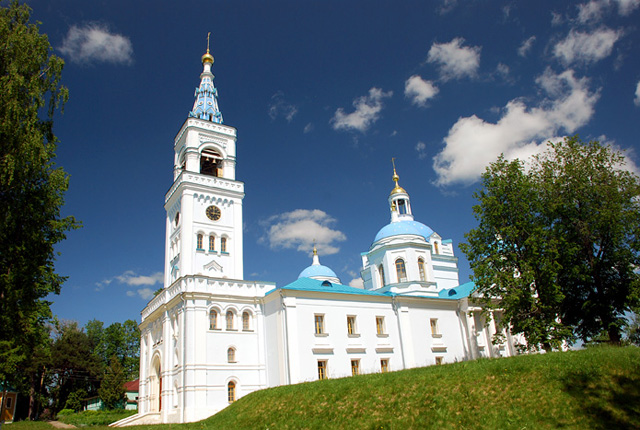
Спасский собор Спасо-Влахернского монастыря
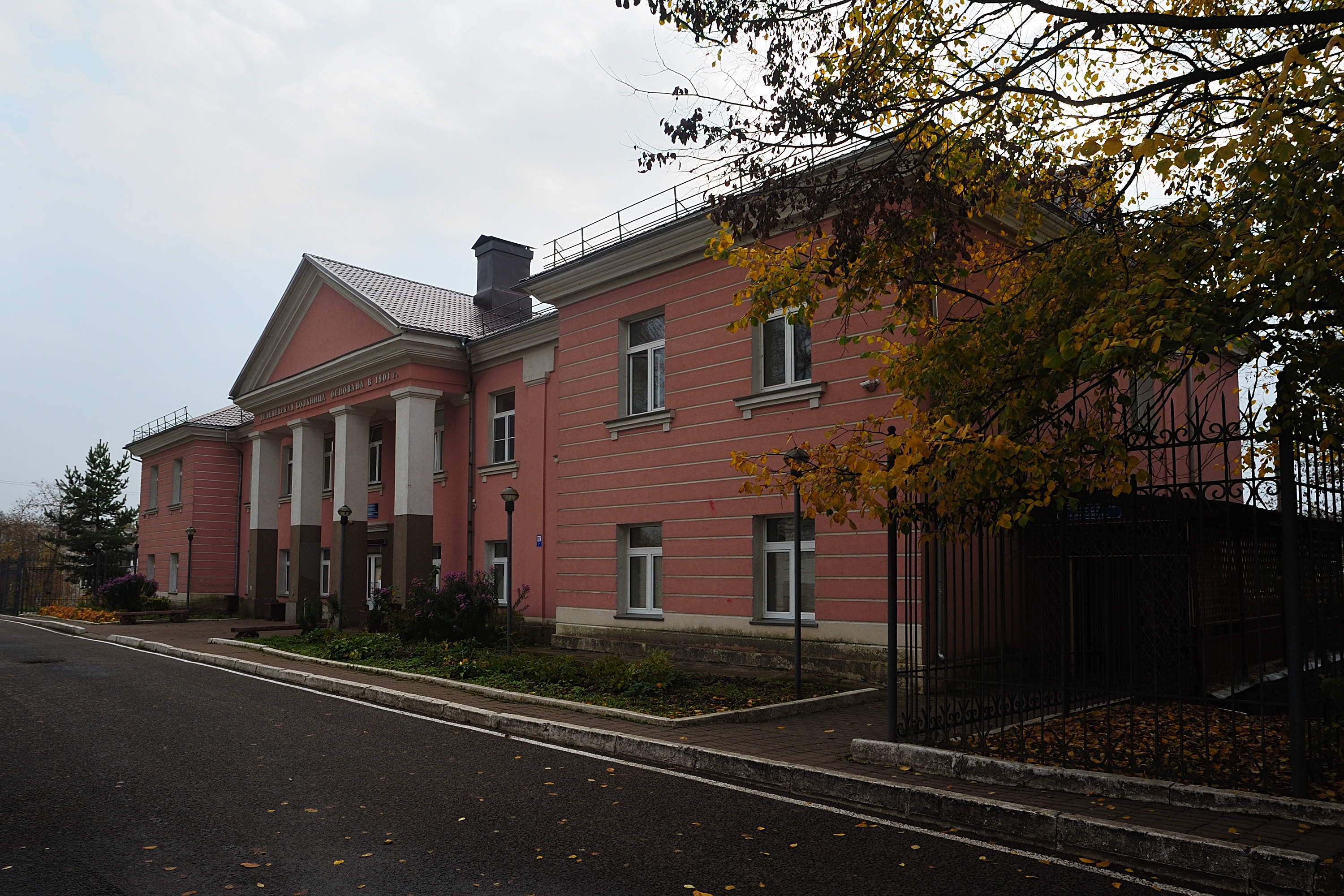
Деденевская больница
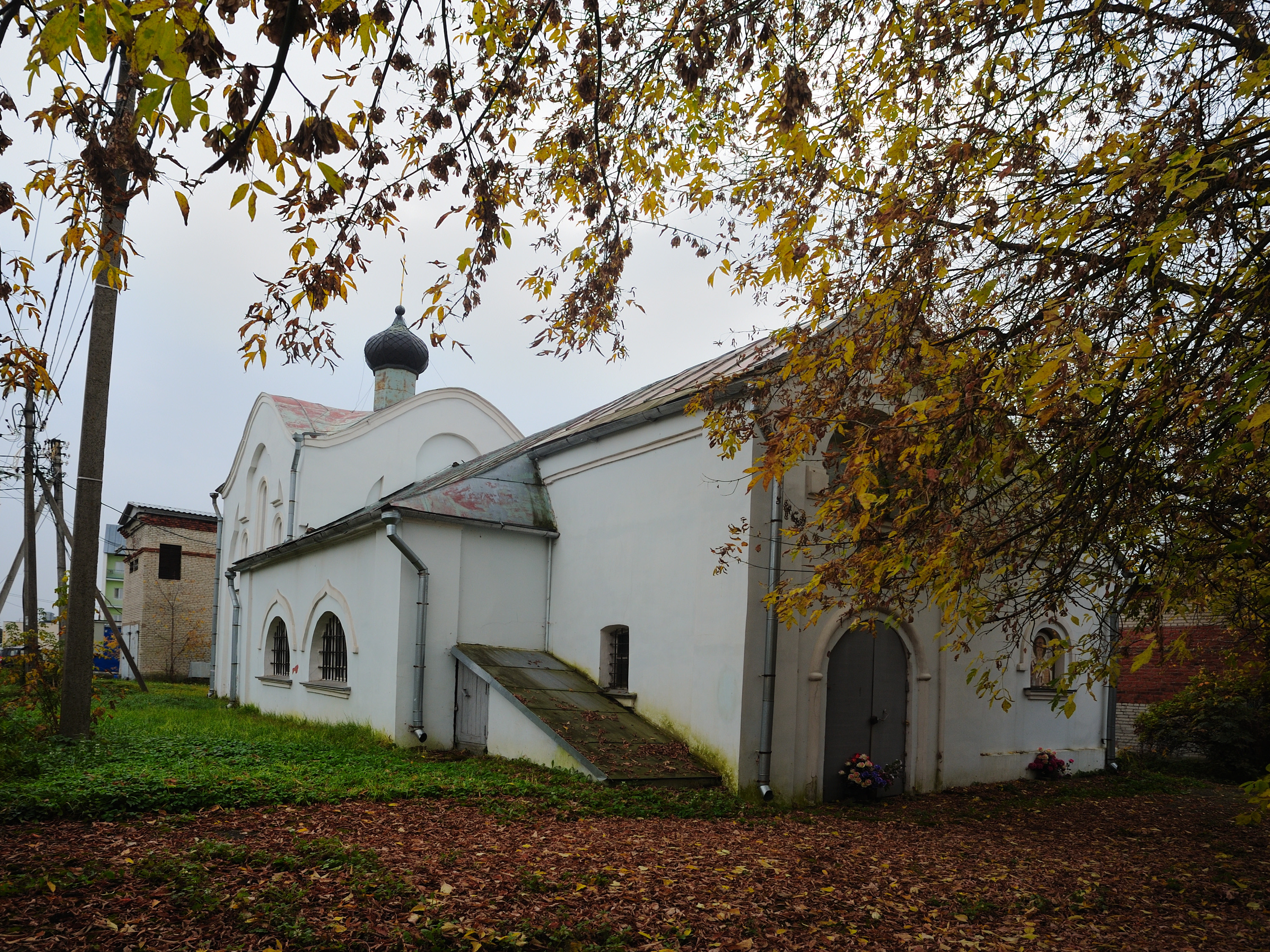
Церковь иконы Божией Матери «Нечаянная Радость»
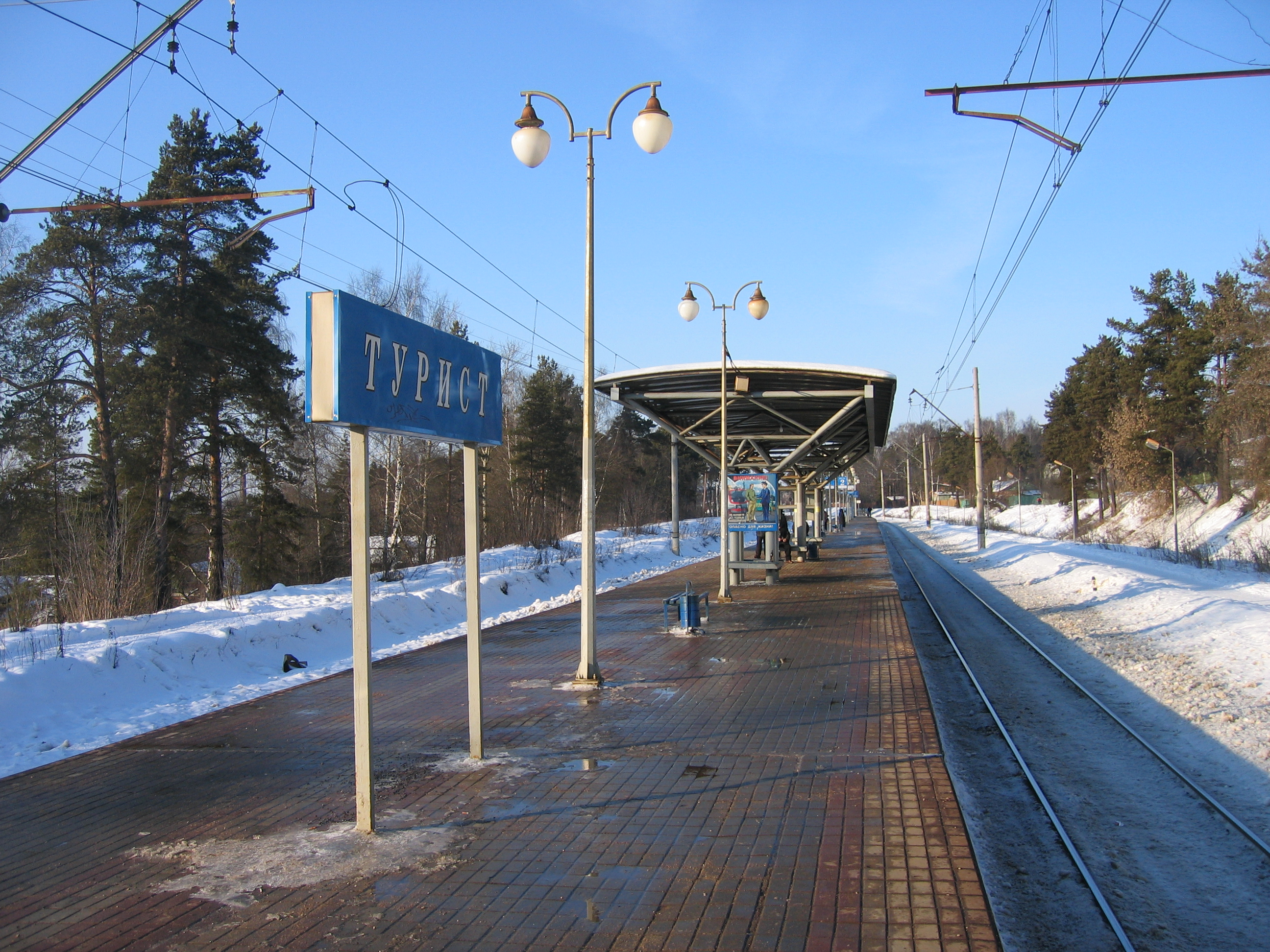
Железнодорожная станция «Турист»
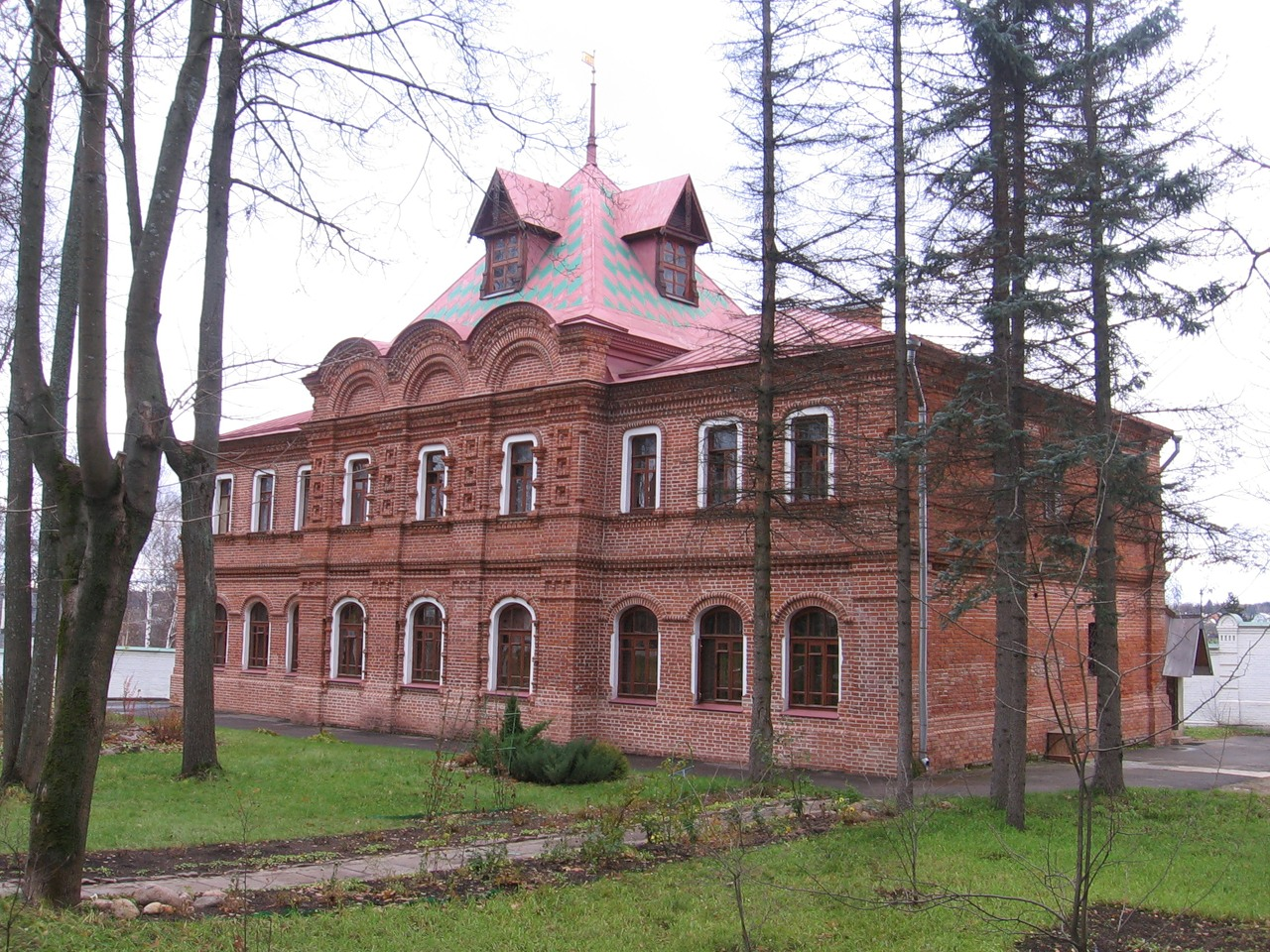
Келейный корпус Спасо-Влахернского монастыря

## Известные жители
- В Деденево жил и умер большевик, общественный деятель Минин, Василий Васильевич (1885—1968).
- В Деденево родился советский горнолыжник, мастер спорта международного класса Александр Жиров (1958—1983). Погиб в автомобильной катастрофе недалеко от Деденево рядом со станцией Турист.
- В Деденево родился и живёт член Совета Федерации с 2013 по 2018 годы от Ростовской области[46] и президент Олимпийского комитета России в 2001—2010 годах Леонид Тягачёв.